# 船山貴之
船山 貴之（ふなやま たかゆき、1987年5月6日 - ）は、千葉県成田市出身の元プロサッカー選手。ポジションはフォワード（FW）。
元サッカー選手の船山祐二は実兄。

## 来歴

### ユース時代
幼稚園在籍中より長兄の影響で次兄（祐二）と共にサッカーを始める。小学校4年次で柏レイソルのジュニアチームに入団。この頃バスケットボールにも出会い、双方の競技を掛け持ちするようになった。2000年にジュニアユースチームに昇格後もバスケットボールを続けたが、中学校2年次、双方の試合日程重複の結果バスケットボール側の試合出場を選んだ事に罪悪感を感じたのをきっかけに、「バスケットボールは趣味で」と決意した。ジュニアユース時代は日本クラブユースサッカー選手権 (U-15)大会で優勝を1度、ベスト4を2度経験した。2002年にはジュニアユースのチームメートであった柳澤隼らと共にU-15日本代表に選出された。ちなみに、女子マラソン選手の田中智美（第一生命）とは成田市立成田小学校および成田市立成田中学校時代の同級生である。
2003年にユースチームに昇格。在籍中、ユースの各種大会では目立った実績を挙げることはなかったが、代表チーム・選抜チームでは実績を残している。2003年7月にU-16日本代表の一員として出場した第4回豊田国際ユースサッカー大会では優勝を経験、少年男子千葉県選抜チームの一員として出場した第60回国民体育大会においても優勝を経験した。高校3年次にはトップチームに2種登録選手として在籍したが、昇格はならず、2006年に流通経済大学に入学し同大サッカー部に入部した。
大学では2006年、2008年、2009年に関東大学サッカーリーグ1部優勝を経験した他、2007年には第31回総理大臣杯全日本大学サッカートーナメントで優勝を経験した。

### プロ契約後
2010年、J2の栃木SCに入団。
2011年8月、松本山雅FCへ期限付き移籍。完全移籍した2012年からは3年連続で二桁得点を記録。特に2014年は19得点を挙げ、チームのJ1昇格の立役者となった。
2014年12月26日、川崎フロンターレへ完全移籍することが発表された。
2015年12月23日、ジェフユナイテッド市原・千葉へ完全移籍。加入後初戦の第21回ちばぎんカップではMVPを獲得。移籍1年目からリーグ戦全試合に出場するなど主力として活躍し、千葉3年目の2018年にはリーグ得点ランキング3位の19得点を記録した。2020年8月9日、J2第10節のFC町田ゼルビア戦で、史上46人目となるJ2通算300試合出場を達成。また、千葉在籍6シーズン目の2021年10月24日には崔龍洙の持つクラブ歴代最多得点に並ぶ54ゴール目を記録した。
2021年12月4日、多くのサポーターに惜しまれながらも千葉との契約満了を発表した。
千葉では227試合に出場し、これは歴代7位となる記録である。
2021年12月30日、SC相模原へ加入することが発表された。
2022年11月8日、SC相模原との契約が満了。
2023年1月27日、ラインメール青森に移籍するが、同年末で退団。その後、12月31日に現役引退を発表。

### 引退後
2024年、兄の祐二が地元成田市で設立し、代表を務めるサッカースクール『FUNAJUKU』のコーチに就任した。

## 所属クラブ
- 柏レイソルジュニア (成田市立成田小学校)
- 2000年 - 2002年 柏レイソルジュニアユース (成田市立成田中学校)
- 2003年 - 2005年 柏レイソルユース (中央学院高等学校)
  - 2005年 柏レイソル (2種登録選手)
- 2006年 - 2009年 流通経済大学
- 2010年 - 2011年  栃木SC
  - 2011年8月 - 同年12月  松本山雅FC (期限付き移籍)
- 2012年 - 2014年  松本山雅FC
- 2015年  川崎フロンターレ
- 2016年 - 2021年  ジェフユナイテッド市原・千葉
- 2022年  SC相模原
- 2023年  ラインメール青森

## 個人成績
| 国内大会個人成績 | 国内大会個人成績 | 国内大会個人成績 | 国内大会個人成績 | 国内大会個人成績 | 国内大会個人成績 | 国内大会個人成績 | 国内大会個人成績 | 国内大会個人成績 | 国内大会個人成績 | 国内大会個人成績 | 国内大会個人成績 |
| 年度             | クラブ           | 背番号           | リーグ           | リーグ戦         | リーグ戦         | リーグ杯         | リーグ杯         | オープン杯       | オープン杯       | 期間通算         | 期間通算         |
| 年度             | クラブ           | 背番号           | リーグ           | 出場             | 得点             | 出場             | 得点             | 出場             | 得点             | 出場             | 得点             |
| 日本             | 日本             | 日本             | 日本             | リーグ戦         | リーグ戦         | リーグ杯         | リーグ杯         | 天皇杯           | 天皇杯           | 期間通算         | 期間通算         |
| ---------------- | ---------------- | ---------------- | ---------------- | ---------------- | ---------------- | ---------------- | ---------------- | ---------------- | ---------------- | ---------------- | ---------------- |
| 2005             | 柏Y              | 10               | -                | -                | -                | -                | -                | 1                | 0                | 1                | 0                |
| 2006             | 流経大           | -                | JFL              | 19               | 8                | -                | -                |                  |                  | 19               | 8                |
| 2007             | 流経大           | 15               | JFL              | 13               | 4                | -                | -                | 0                | 0                | 13               | 4                |
| 2008             | 流経大           | 15               | JFL              | 16               | 7                | -                | -                | 1                | 1                | 17               | 8                |
| 2009             | 流経大           | 9                | JFL              | 12               | 1                | -                | -                | 1                | 1                | 13               | 2                |
| 2010             | 栃木             | 20               | J2               | 12               | 0                | -                | -                | 1                | 1                | 13               | 1                |
| 2011             | 栃木             | 20               | J2               | 3                | 0                | -                | -                | -                | -                | 3                | 0                |
| 2011             | 松本             | 32               | JFL              | 17               | 5                | -                | -                | 3                | 1                | 20               | 6                |
| 2012             | 松本             | 32               | J2               | 40               | 12               | -                | -                | 0                | 0                | 40               | 12               |
| 2013             | 松本             | 10               | J2               | 41               | 11               | -                | -                | 1                | 0                | 42               | 11               |
| 2014             | 松本             | 10               | J2               | 42               | 19               | -                | -                | 1                | 0                | 43               | 19               |
| 2015             | 川崎             | 15               | J1               | 21               | 0                | 6                | 0                | 1                | 0                | 28               | 0                |
| 2016             | 千葉             | 11               | J2               | 42               | 5                | -                | -                | 3                | 1                | 45               | 6                |
| 2017             | 千葉             | 11               | J2               | 38               | 7                | -                | -                | 1                | 0                | 39               | 7                |
| 2018             | 千葉             | 11               | J2               | 39               | 19               | -                | -                | 0                | 0                | 39               | 19               |
| 2019             | 千葉             | 10               | J2               | 35               | 12               | -                | -                | 1                | 0                | 36               | 12               |
| 2020             | 千葉             | 10               | J2               | 35               | 3                | -                | -                | -                | -                | 35               | 3                |
| 2021             | 千葉             | 10               | J2               | 38               | 8                | -                | -                | 1                | 0                | 39               | 8                |
| 2022             | 相模原           | 7                | J3               | 33               | 4                | -                | -                | -                | -                | 33               | 4                |
| 2023             | 青森             | 10               | JFL              | 28               | 6                | -                | -                | -                | -                | 28               | 6                |
| 通算             | 日本             | 日本             | J1               | 21               | 0                | 6                | 0                | 1                | 0                | 28               | 0                |
| 通算             | 日本             | 日本             | J2               | 365              | 96               | -                | -                | 9                | 2                | 374              | 98               |
| 通算             | 日本             | 日本             | J3               | 33               | 4                | -                | -                | -                | -                | 33               | 4                |
| 通算             | 日本             | 日本             | JFL              | 105              | 31               | -                | -                | 5                | 3                | 110              | 34               |
| 通算             | 日本             | 日本             | 他               | -                | -                | -                | -                | 1                | 0                | 1                | 0                |
| 総通算           | 総通算           | 総通算           | 総通算           | 524              | 131              | 6                | 0                | 16               | 5                | 546              | 136              |

その他の公式戦
- 2017年
  - J1昇格プレーオフ 1試合0得点

- Jリーグ初出場：2010年3月14日 J2第2節 対柏レイソル戦 (栃木県グリーンスタジアム)
- Jリーグ初得点：2012年4月27日 J2第10節 対FC町田ゼルビア戦 (町田市立陸上競技場)
- ハットトリック
  - 2012年9月23日 J2第35節 対ガイナーレ鳥取戦 (長野県松本平広域公園総合球技場)
  - 2013年5月26日 J2第16節 対カターレ富山戦 (長野県松本平広域公園総合球技場)
  - 2014年3月2日 J2第1節 対東京ヴェルディ戦 (味の素スタジアム)
  - 2018年9月16日 J2第33節 対アビスパ福岡戦 (フクダ電子アリーナ)

## タイトル
個人
- 関東大学サッカーリーグ1部　ベストイレブン (2009年)
- 関東大学サッカーリーグ1部　ベストヒーロー賞 (2009年)
- 関東大学サッカーリーグ1部　最多得点 (2009年、12得点)
- Jリーグ 月間MVP (2014年5月)